# Blepephaeus variegatus
Blepephaeus variegatus är en skalbaggsart som beskrevs av J. Linsley Gressitt 1940. Blepephaeus variegatus ingår i släktet Blepephaeus och familjen långhorningar. Inga underarter finns listade.